# Брюмбель
Брю́мбель (фин. Brymboli, Prömpeli) — деревня в Опольевском сельском поселении Кингисеппского района Ленинградской области.

## История
Как деревня Бизбель упоминается на карте Санкт-Петербургской губернии Я. Ф. Шмидта 1770 года.
Как деревня Брюнбель обозначена на карте Санкт-Петербургской губернии Ф. Ф. Шуберта 1834 года, рядом с деревней обозначен Брюнбельский ручей.

БРЮМБЕЛЬ — деревня принадлежит княгине Щербатовой, число жителей по ревизии: 60 м. п., 61 ж. п. (1838 год)

В пояснительном тексте к этнографической карте Санкт-Петербургской губернии П. И. Кёппена 1849 года она записана как деревня Brymboli (Брюмбель) и указано количество её жителей на 1848 год: савакотов — 24 м. п., 29 ж. п., всего 53 человека, русских — 59 человек.
Согласно карте профессора С. С. Куторги 1852 года деревня называлась Брюнбель.

БРЮМБЕЛЬ — деревня графини Зубовой, 10 вёрст по почтовой дороге, а остальное по просёлкам, число дворов — 19, число душ — 58 м. п. (1856 год)

БРЮМБЕЛЬ — деревня, число жителей по X-ой ревизии 1857 года: 51 м. п., 60 ж. п., всего 111 чел.

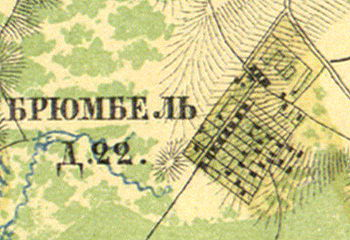
План деревни Брюмбель. 1860 год

Согласно «Топографической карте частей Санкт-Петербургской и Выборгской губерний» в 1860 году деревня Брюмбель насчитывала 22 двора.

БРЮМБЕЛИ (БРЮМБЕЛЬ) — деревня владельческая при колодце, число дворов — 21, число жителей: 67 м. п., 73 ж. п. (1862 год)

БРЮМБЕЛЬ — деревня, по земской переписи 1882 года: семей — 25, в них 60 м. п., 69 ж. п., всего 129 чел.

БРЮМБЕЛЬ — деревня, число хозяйств по земской переписи 1899 года — 21, число жителей: 42 м. п., 49 ж. п., всего 91 чел.;
 разряд крестьян: бывшие владельческие; народность: русская — 71 чел., финская — 18 чел., смешанная — 2 чел.

В конце XIX — начале XX века деревня административно относилась к Ополицкой волости 1-го стана Ямбургского уезда Санкт-Петербургской губернии. Население деревни было смешанным — финско-русским.
С 1917 по 1927 год деревня Брюмбель входила в состав Пустомержского сельсовета Кингисеппской волости Кингисеппского уезда.
С 1923 года в составе Ястребинской волости.
Согласно данным переписи населения СССР 1926 года в деревне Брюмбель проживали 96 человек, большинство русские, а также литовцы.
С августа 1927 года в составе Кингисеппского района.
В 1928 году население деревни Брюмбель составляло 100 человек.

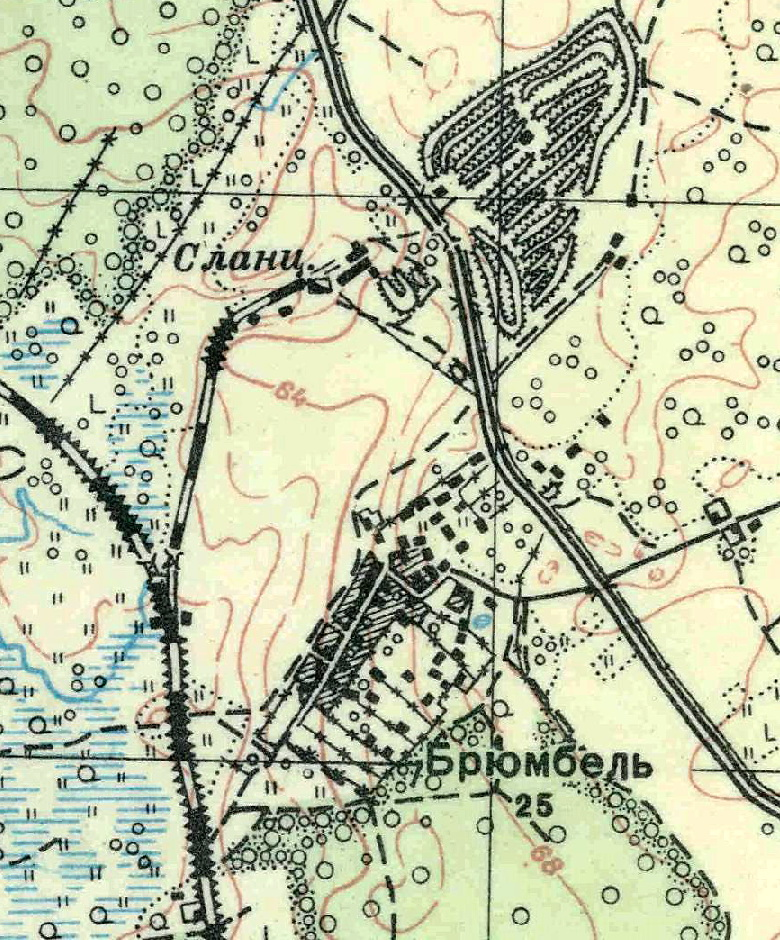
План деревни Брюмбель. 1930 год

Согласно топографической карте 1930 года деревня насчитывала 25 дворов. К северу от деревни находился сланцевый карьер.
По данным 1933 года деревня Брюмбель входила в состав Пустомержского сельсовета Кингисеппского района.
C 1 августа 1941 года по 28 февраля 1944 года деревня находилась в оккупации.
С 1954 года в составе Опольевского сельсовета.
В 1958 году население деревни Брюмбель составляло 83 человека.
По данным 1966, 1973 и 1990 годов деревня Брюмбель также находилась в составе Опольевского сельсовета Кингисеппского района.
В 1997 году в деревне Брюмбель проживали 22 человека, в 2002 году — 25 человек (русские — 88 %), в 2007 году — 28.

## География
Деревня расположена в восточной части района на автодороге 41А-186 (Толмачёво — автодорога «Нарва»).
Расстояние до административного центра поселения — 6 км.
Расстояние до ближайшей железнодорожной станции Веймарн — 2 км.

## Демография
| 1862 | 2007 | 2010 | 2017 |
| ---- | ---- | ---- | ---- |
| 140  | ↘28  | ↗32  | ↗60  |

### Национальный состав
Согласно данным Всероссийской переписи населения 2021 года в деревне проживали 78 человек, из них:
 русские — 66 человек, остальные национальность не указали.